# Войтович, Николай Васильевич
Николай Васильевич Войтович (род. 1939) — советский и российский учёный-агрохимик. 
Академик Российской академии наук (2013), РАСХН (2005; член-корреспондент с 2001), доктор сельскохозяйственных наук (1997), профессор (2000).
В 1997—2006 гг. директор НИИ сельского хозяйства Центральных районов нечернозёмной зоны.

## Биография
Родился 9 мая 1939 года в д. Пушкарёво Знаменского района Омской области.
В 1966 году окончил Омский СХИ им. С. М. Кирова .
В 1966—1974 гг. заведующий Тарской зональной агрохимической лабораторией.
В 1974—1981 гг. директор областной станции химизации.
В 1981—1986 гг. заведующий лабораторией Всесоюзного н.-и. и проектно-технологического института химизации сельского хозяйства и одновременно в те же годы директор Московской областной станции химизации.
В 1986—1997 гг. начальник объединения «Моссельхозхимия».
Также в 1990—1991 гг. заведующий сектором интеграции науки Аппарата СМ СССР, а в 1991—1996 гг. заместитель начальника департамента Главного управления науки МСХ РФ.
Вошёл в состав российского Межведомственного координационного совета по апитерапии с его образованием в 1997 году.
В 1997—2006 гг. директор НИИ сельского хозяйства Центральных районов нечернозёмной зоны.
С 2006 г. главный научный сотрудник Московского научно-исследовательского института сельского хозяйства «Немчиновка».
Руководитель органа по сертификации Центра коллективного пользования приборами и сертификации Московского НИИСХ.
Член коллегии МСХ РФ, советник губернатора Московской области по сельскому хозяйству.
Член Международной ассоциации агрохимиков «Агроэколас».
Опубликовал более 360 научных трудов, из них 18 монографий. Имеет два авторских свидетельства на изобретения.

## Награды, премии, другие отличия
Заслуженный деятель науки Российской Федерации (2006). Заслуженный работник сельского хозяйства Московской области. Награжден медалями «За трудовую доблесть», «За доблестный труд. В ознаменование 100-летия со дня рождения Владимира Ильича Ленина», «Ветеран космических частей», 6 золотыми медалями ВДНХ, знаком отличия «За заслуги перед Московской областью». Лауреат золотой медали им. К. К. Гедройца, золотой медали им. Д. Н. Прянишникова, золотой медали им. А. И. Бараева.